# Finckener See
Der Finckener See ist ein See im Oberlauf der Elde auf dem Gebiet der Gemeinde Fincken im Landkreis Mecklenburgische Seenplatte in Mecklenburg-Vorpommern.
Das Gewässer besitzt eine Größe von etwa 17 Hektar und eine maximale Ausdehnung von etwa 640 Metern. Der Wasserspiegel liegt 71,2 Meter über dem des Meeres. Die mittlere Wassertiefe liegt bei 2,8 Metern, die tiefste Stelle misst 5,6 Meter. Die Elde mündet, aus dem Darzer See kommend, im Nordwesten in den See und verlässt ihn an seinem südlichen Ufer. Mit Ausnahme des Ostufers ist der Finckener See von einem Baumgürtel umgeben.
Der namensgebende Ort Fincken erstreckt sich am Süd- und Ostufer; an letzterem liegt das ehemalige Gutshaus des Ortes mit einem Landschaftspark.